# Alfabeto cristiano
Alfabeto cristiano è un libro di Juan de Valdés, di cui è l'opera più nota. Scritta in spagnolo a Napoli nel 1536, sotto forma di dialogo con Giulia Gonzaga, venne pubblicata a Venezia nel 1545 nella traduzione italiana di Marcantonio Magno, senza il nome dell'autore, ormai scomparso.
A causa della condanna ecclesiastica, il libro divenne rarissimo da trovare, ma venne ritrovato e rimesso in circolazione a Londra.

## Contenuto
Lo scritto, sotto forma di dialogo tra Valdés e Giulia Gonzaga, è condotto in modo pacato, senza asprezze dottrinali o spunti polemici, in apparenza badando più ai problemi concreti dell'anima che alla riflessione teologica. L'autore stesso presenta la sua opera come una sorta di abbecedario, "il latte della dottrina dei principianti", primo passo per imparare "i principii della perfezione cristiana". Giulia Gonzaga aspira alla perfezione spirituale, ma allo stesso tempo si sente legata agli affetti propri di questo mondo. Valdés indica pacatamente la via per superare questi turbamenti: bisogna seguire la via della perfezione cristiana, abbandonando le cose terrene e caduche per quelle spirituali ed eterne. Quest'atteggiamento dev'essere mantenuto anche nei confronti delle opere di carità e delle pratiche esterne di devozione (la messa, l'orazione, i digiuni), che sono utili all'anima solo nel loro significato spirituale e in quanto ispirate da Dio.

## Edizioni moderne
- Juan de Valdés, Alfabeto cristiano: Dialogo con Giulia Gonzaga. Introduzione, note e appendici di Benedetto Croce. Ritratto dalla Gonzaga conforme all'originale di Sebastiano del Piombo, con la serie degli altri ritratti, G. Laterza e Figli, Bari 1937
- (ES)  Juan de Valdés, Alfabeto cristiano: que enseña el verdadero camino de adquirir la luz del Espíritu Santo. con notas biográficas y criticas sobre el autor, por B. Foster Stockwell, y sobre Julia Gonzaga, por Benjamin B. Wiffen, La Aurora, Buenos Aires 1948
- (ES)  Juan de Valdés, Alfabeto cristiano Libreria de Diego Gomez Flores, Barcelona 1983
- Juan de Valdés, Alfabeto cristiano, a cura di Adriano Prosperi, Istituto storico italiano per l'età moderna e contemporanea, Roma stampa 1988
- Juan de Valdés, Alfabeto cristiano; Domande e risposte; Della predestinazione; Catechismo, a cura di Massimo Firpo, G. Einaudi, Torino 1994

## Studi
- Benedetto Croce, Introduzione all'alfabeto cristiano di Giovanni di Valdes, Laterza, Bari 1938
- Marco Iacovella, Dall'Alfabeto cristiano al Beneficio di Cristo. Ricerche su Juan de Valdés e il valdesianesimo (1536-1544), Fa parte di: Rivista storica italiana;